# Rawsonia
Rawsonia es un género de plantas de plantas fanerógamas con ocho especies de arbustos perteneciente a la familia de las achariáceas

## Taxonomía
El género fue descrito por  Harv.  &  Sond. y publicado en Flora Capensis 1: 67. 1860. La especie tipo es: Rawsonia lucida

## Especies
- Rawsonia lucida
- Rawsonia reticulata
- Rawsonia schlechteri
- Rawsonia spinidens
- Rawsonia transjubensis
- Rawsonia ugandensis
- Rawsonia uluguruensis
- Rawsonia usambarensis